# Cương Sát
Cương Sát (chữ Hán giản thể:刚察县) là một huyện thuộc Châu tự trị dân tộc Tạng Hải Bắc, tỉnh Thanh Hải, Cộng hòa Nhân dân Trung Hoa. Huyện này có diện tích 12.000 km2, dân số năm 2002 là 40.000 người, chủ yếu là người Tạng. Mã số bưu chính là 812300. Huyện lỵ đóng tại trấn Sa Liễu Hà. Về mặt hành chính, huyện này được chia thành 1 trấn (Sa Liễu Hà) và 4 hương (Cáp Nhĩ Cái, Y Khắc Ô Lan, Cát Nhĩ Mạnh và Tuyền Cát).